# Bahía de Yakutat
La bahía de Yakutat (del inglés: 'Yakutat Bay') es una pequeña bahía o entrante marino localizado en la costa suroccidental de Alaska.

## Geografía
La bahía de Yakutat es una pequeña bahía localizada en un tramo de costa bastante lineal de la costa del Panhandle de Alaska. La bahía, de forma bastante regular y casi cuadrada, se abre directamente al golfo de Alaska, con una boca abierta al océano al suroeste de unos de 29 km de ancho, y con un fondo de casi 60 km. La bahía se prlonga en el interior continental con otra pequeña bahía que se extiende en dirección noreste, la bahía Disenchantment [Desencanto]. «Yakutat» es un nombre tlingit recogido como «Jacootat» y «Yacootat» por el capitán ruso Yuri Lisianski, que al mando del Neva, arribó en 1805.
La bahía de Yakutat  fue el epicentro de dos terremotos de gran magnitud el 10 de septiembre de 1899, uno de magnitud 7,4, premonitor, y el otro de magnitud 8,0, el sismo principal, con 37 minutos de diferencia.

## Historia

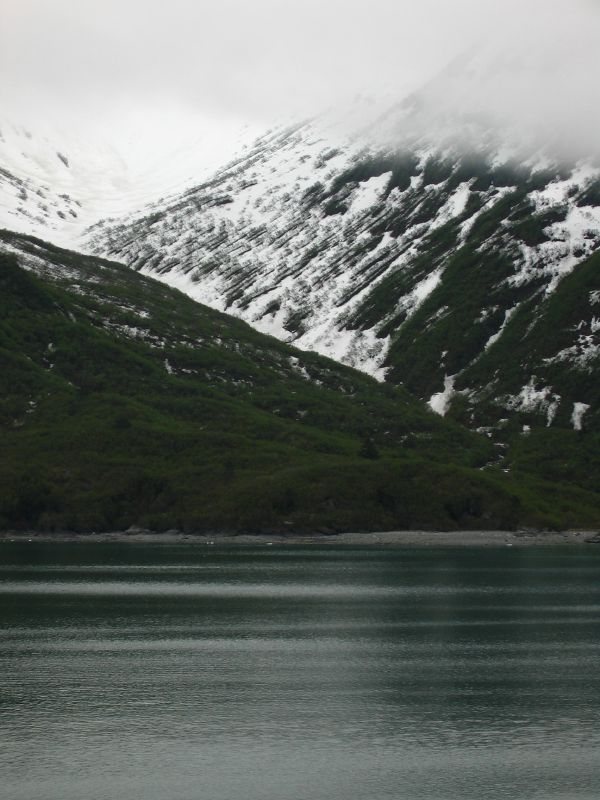
Glaciar tallando las montañas cerca de la bahía de Yakutat.

La Compañía Golikov-Shelikhov, precursora de la Compañía Ruso-americana, construyó un fuerte en la bahía de Yakutat en 1795. Era conocido como Nueva Rusia, Colonia Yakutat, o Slavorossiya.
La bahía de Yakutat ha tenido varios nombres, dependiendo de las expediciones que la hayan explorado, que ocurrieron bastante próximas en el tiempo:
- Bahía de Bering, en el supuesto de que Vitus Bering la hubiese visitado en su viaje de exploración de 1741.[cita requerida]
- Baie de Monti, nombrada así por Jean-François de La Pérouse, que la visitó en 1786, y la nombró en reconocimiento a uno de sus oficiales.[cita requerida]
- Admiralty Bay, nombrada también en 1786 por el capitán Nathaniel Portlock;
- Almirantazgo, bautizada así por los españoles; [cita requerida]
- Puerto Mulgrave, bautizada así en 1791 cuando Alessandro Malaspina y José de Bustamante y Guerra, en el transcurso de la expedición Malaspina navegaron en la bahía,[3] buscando el Paso del Noroeste.